# Melissa Morrison
Melissa Morrison (Mooresville, Estados Unidos, 9 de julio de 1971) es una atleta estadounidense, especializada en la prueba de 100 m vallas en la que llegó a ser medallista de bronce olímpica en 2004.

## Carrera deportiva
En los JJ. OO. de Atenas 2004 ganó la medalla de bronce en los 100 metros vallas, con un tiempo de 12.56 segundos, llegando a la meta tras su compatriota la también estadounidense Joanna Hayes que con 12.37 segundos batió el récord olímpico, y la ucraniana Olena Krasovska.